# Negohot
Negohot (hebrejsky נגוהות, doslova „Zářivá světla“, v oficiálním přepisu do angličtiny Negohot) je izraelská osada typu společná osada (jišuv kehilati) na Západním břehu Jordánu v distriktu Judea a Samaří a v Oblastní radě Har Chevron.

## Geografie
Leží cca 12 kilometrů jihozápadně od centra Hebronu, cca 40 kilometrů jihozápadně od historického jádra Jeruzalému a cca 67 kilometrů jihovýchodně od centra Tel Avivu, v nadmořské výšce cca 700 metrů v jihozápadní části Judska a Judských hor respektive jižní části Judských hor, která je nazývána Hebronské hory (Har Chevron). Poblíž obce probíhá vádí Nachal Adorajim.
Osada je na dopravní síť Západního břehu Jordánu napojena pomocí lokální silnice číslo 3265. Je situována cca 4 kilometry za Zelenou linií oddělující Západní břeh Jordánu od Izraele v jeho mezinárodně uznávaných hranicích. Jde o izolovanou židovskou osadu, která je na všech stranách obklopena palestinskými sídly, přičemž na východní straně se rozptýlené palestinské osídlení téměř dotýká hranic zastavěného území Negohot.

## Dějiny
Negohot leží na Západním břehu Jordánu, jehož osidlování bylo zahájeno Izraelem až po jeho dobytí izraelskou armádou, tedy po roce 1967. Vesnice byla založena roku 1999. Už 14. ledna 1982 byla zde založena osada typu Nachal tedy kombinace vojenského a civilního osídlení. Teprve v roce 1998 se začala tato malá polovojenská základna měnit na civilní obec. V té době se uvažovalo o zrušení osady a proto se skupina nábožensky založených aktivistů rozhodla ji přeměnit na trvalé civilní sídlo. Šlo o studenty náboženské a vojenské přípravky (hesder ješiva) z osady Otni'el a z ješivy ve městě Jerucham. Dopravní spojení do osady vedlo původně na východ, teprve po roce 2000 byla zřízena západní silnice, vedoucí mimo palestinské oblasti. V březnu 2009 byl pak otevřen nový úsek silnice číslo 358, který spojuje Negohot jihozápadním směrem, podél okraje Západního břehu Jordánu do aglomerace Beerševy.
V roce 2002 začala ve vesnici výstavba zděných domů. Centrem obce je ženský náboženský seminář (Midrešet Negohot), založený v roce 2005. V obci také fungují zařízení předškolní péče o děti. V Negohot je k dispozici obchod se smíšeným zbožím, synagoga a mikve.
V lednu 2002 vznikla cca 1 kilometr západním směrem od Negohot izolovaná skupina domů nazvaná Micpe Lachiš (Mitzpe Lachish). Organizace Peace Now v Micpe Lachiš k roku 2007 udává 50 stálých obyvatel. Zástavbu tvoří sedm mobilních karavanů a dvě zděné budovy.
Počátkem 21. století nebyla obec kvůli své poloze hlouběji ve vnitrozemí Západního břehu Jordánu stejně jako většina sídel v Oblastní radě Har Chevron zahrnuta do Izraelské bezpečnostní bariéry. Bariéra byla postavena na západě a její trasa víceméně sleduje Zelenou linii. Budoucí existence vesnice závisí na parametrech případné mírové dohody mezi Izraelem a Palestinci. 26. září 2003 během Druhé intifády do osady Negohot pronikl palestinský terorista a zastřelil jednoho muže a jednoho kojence. K útoku se přihlásila organizace Palestinský islámský džihád.

## Demografie
Obyvatelstvo Negohot je v databázi rady Ješa popisováno jako nábožensky založené. Podle údajů z roku 2014 tvořili naprostou většinu obyvatel Židé (včetně statistické kategorie "ostatní", která zahrnuje nearabské obyvatele židovského původu ale bez formální příslušnosti k židovskému náboženství).
Jde o menší obec vesnického typu s dlouhodobě rostoucí populací. K 31. prosinci 2014 zde žilo 271 lidí. Během roku 2014 populace klesla o 2,2 %. Populace vesnice je mimořádně mladá. K roku 2013 obec patřila mezi 10 venkovských sídel v Izraeli s nejvyšším podílem obyvatelstva ve věku do 17 let (68,4 % z celkové populace obce).
| Rok            | 2003 | 2004 | 2005 | 2006 | 2007 | 2008 | 2009 | 2010 | 2011 | 2012 | 2013 | 2014 |
| -------------- | ---- | ---- | ---- | ---- | ---- | ---- | ---- | ---- | ---- | ---- | ---- | ---- |
| Počet obyvatel | 134  | 135  | 150  | 172  | 182  | 194  | 223  | 245  | 265  | 258  | 277  | 271  |